# 프랭크 스탠턴
프랭크 니콜라스 스탠턴(Frank Nicholas Stanton, 1908년 3월 20일 ~ 2006년 12월 24일)은 미국 출신의 기업인이다. 1946년부터 1971년까지 CBS의 사장을 역임하였고 1973년까지 부회장 자리에 있었다. 프랭크 스탠턴은 1961년부터 1967년까지 랜드 코포레이션(Rand Corporation)의 회장직도 겸임했다.
윔리엄 S. 페일리(William S. Paley)와 함께, 프랭크 스탠턴은 CBS를 굴지의 방송국으로 크게 성장시킨 인물로 꼽히고 있다.  프랭크 스탠턴은 예리한 경영 감각으로 유명했다. 방송사 경영인으로서 소신 있게 방송사 경영을 확고히 하였다.
또한, 그의 경영자로서의 손길은 각종 디자인 분야에까지 닿았다. 그는 뉴욕 시의 CBS의 본부 건물(블랙 락(Black Rock))에서부터 사소한 회사 업무용 문방구 디자인까지 영향력을 행사하였다. 

## 생애
프랭크 스탠턴은 1908년 3월 20일 미시간주 머스커건(Muskegon)에서 태어났다. 어머니는 헬렌 조세핀 슈미트(Helen Josephine Schmidt)였고 아버지는 프랭크 쿠퍼 스탠턴(Frank Cooper Stanton)이었다. 프랭크 스탠턴은 오하이오주 데이턴에 있는 고등학교에 다녔다. 그 다음 그는 오하이오주 델라웨어에 있는 웨슬리언 대학교에 입학하였다. 1930년 학사 학위를 받으면서 졸업하였다. 그는 1년간 데이턴에 있는 한 고등학교에서 수공예를 가르쳤다. 그 다음 그는 오하이오 주립 대학교에 진학해 1935년 박사 학위를 받았다. 박사 학위를 딴 후, 그는 CBS에 입사해 연구 부서에서 일했다. 청취율 조사를 위한 연구 부서를 이끌기도 하였다. 제2차 세계 대전 도중, 그는 CBS의 부사장으로 있으면서 미국 군사정보국(United States Office of War Information), 국방부, 해군성 등의 자문 역할을 수행하였다. 그는 또한 1958년 미국 대통령 드와이트 아이젠하워가 조직한 비밀 조직인 Emergency Communications Agency(비상통신국 정도의 의미)의 국장으로 지명되기도 하였다. 이른바 아이젠하워 텐이라고 불리던 10인 중 1명으로 뽑힌 것이었다. 그는 국가 비상사태 시, 국가를 위해 일하도록 지명되었던 것이었다.
그는 CBS에 재직하면서, 《The Honeymooners》《I Love Lucy》 같은 성공적인 프로그램을 기획하는 데 일조를 하기도 하였다.

## 미국 대선 텔레비전 토론회
프랭크 스탠턴은 미국 역사상 최초로 미국 대선 텔레비전 토론회를 열었다. 그는, 8년간의 노력 끝에, 텔레비전 토론회를 시험하기 위해, 연방 통신 위원회(FCC)로 하여금 통신법 제 315 조를 일시 중지하도록 하는 데 성공하였다. 통신법 제 315 조가 일시 중지되어야 했던 이유는, 그것이 모든 후보에게 똑같은 방송시간이 주어져야 한다는 규정이었기 때문이었다. 사상 최초의 텔레비전 토론회는 시카고에 있는 CBS 스튜디오에서 열렸다. 당시 대선 후보는 존 F. 케네디와 리처드 닉슨이었다.
하지만, 텔레비전 토론회는 1960년 대선 이후 바로 계속되지는 못했다. 린든 존슨은 1964년 대선에서 텔레비전 토론회를 회피하였다. 또한 1968년과 1972년 대선에서 리처드 닉슨은 대선 토론회를 거부하였다. 리처드 닉슨이 텔레비전 시청자들에게 안 좋은 인상을 준다는 말이 많았기 때문었다. 1976년 텔레비전 토론회는 재개되었다. 당시 대통령 제럴드 포드가 여론조사에서 지지율이 뒤지자 민주당 후보 지미 카터와의 토론회를 승낙했었던 것이었다.

## 방송 산업계에서의 활약
프랭크 스탠턴은 미국 의회로부터 방송 산업계를 대변하는 거물로 인정받았다. 또한, 프랭크 스탠턴은 방송 저널리즘과 저널리스트들을 전폭적으로 지지했기 때문에 많은 사람들로부터 존경을 받았다. CBS 보도국 국장을 역임한 리처드 S. 샐런트(Richard S. Salant, 사람들은 샐런트를 가장 훌륭했던 보도국 국장 중 한 명으로 평가하고 있다.)는 프랭크 스탠턴을 회사의 멘터이자 지도자로 꼽으며 칭송하기도 하였다.
1950년대 말, 사람들은 저널리스트 에드워드 R. 머로(Edward R. Murrow)가 1958년도에 라디오 텔레비전 뉴스 제작자협회(Radio and Television News Directors Association, RTNDA)에서 한 방송사들이 공공 서비스(public service)에 더 많은 책임을 져야 한다는 연설을 많이들 칭찬하고는 하였다.  하지만 프랭크 스탠턴도 이에 못지않게, 1959년 5월 연설에서(오하이오 주립대에서의 연설임.) 방송의 공공 서비스에 대한 목소리를 높였다. 프랭크 스탠턴은, 다음 해에는 CBS가 프라임 타임 시간 대에 공익 시리즈물을 방영할 것임을 약속하였다. 나중에 이 시리즈는 《CBS 리포츠》(CBS Reports)가 되었다.
수 개월 후, 1958년에 머로가 연설했던 협회인 RTNDA에서 한 1959년도 연설에서, 프랭크 스탠턴은 퀴즈 쇼 스캔달 같은 일이 일어나서는 안 되며, 사기 프로그램이 다시는 제작되지 않을 것이라고 공언하였다. 

## 다큐멘터리 논란
1971년, CBS의 사장으로 재직하던 프랭크 스탠턴은 정부와 큰 갈등을 겪었다. 《CBS 리포츠》(CBS Reports) 시리즈의 다큐멘터리 중 하나였던 〈The Selling of the Pentagon〉 때문이었다. 이 프로그램은, 큰 규모의 공적 자금이, 군국주의(militarism) 의식 제고를 의해 (부분적으로 불법적으로) 쓰이고 있다는 것을 고발하였다.
텔레비전 뉴스가 미국 수정 헌법 제 1 조에 의해 보호될 가치가 있느냐 없느냐에 대해 논란이 일었다.
그는 촬영 후 상영 필름에서 커트한 장면(outtakes) 및 대본(script)의 사본을 제공하라는 미국 상무 위원회의 명령이 적힌 소환장(subpoena)을, 감옥에 갈 수 있을지도 모른다는 위험을 무릅쓰고 거부하였다.  그는 그것들이 수정 헌법 제1조에 명시된 표현의 자유에 의해 보호된다고 주장하였다. 그는 그러한 소환장(subpoena) 요구를 응한다면 방송 저널리즘에 전반적인 의욕 상실을 불러일으킬 수 있다고 염려하였다.
이 사건에 대한 공로로 그는 라디오 텔레비전 방송계의 상인 피바디 상 개인상 부문을 수상하였다.

## 컬러 텔레비전
스탠턴은 CBS 컬러 텔레비전 시스템의 도입을 주장하였다. 1951년 6월 25일, 프랭크 스탠턴은 1시간짜리 특별 프로그램 〈Premiere〉에 출연하였다. 여기서 그는 로버트 앨다, 페이 에머슨, 에드 설리번, 아서 갓프리, 윌리엄 팰리 등과 함께 나와 CBS 컬러 텔레비전 시스템의 도입을 주장하였다. CBS 시스템은 기존에 나와 있던 흑백 TV 수상기와 호환이 되지 않았다. 나중에는 결국 FCC가 RCA 시스템을 컬러 텔레비전 시스템으로 선정하였다..

## 경영과 관련된 논란
1951년, 프랭크 스탠턴은 CBS 사원들의 정치적인 경향을 사찰하는 부서를 창설하였다. 매카시 열풍을 다룬 2005년도 영화인 《굿 나잇, 앤 굿 럭》은 이 시대 상황을 그리고 있다. 감독인 조지 클루니는 의도적으로 프랭크 스탠턴 캐릭터를 제외하였다. 영화 제작 당시 스탠턴이 살아있었고, 그에 대한 묘사가 논란을 일으킬까 염려한 까닭에서였다.
프랭크 스탠턴은 아서 갓프리에 관한 악명 높은 논란에 있어서 원인을 제공하기도 하였다.  아서 갓프리는 1950년대 초 CBS의 라디오 텔레비전 프로그램 진행자였는데, CBS에게 가장 많은 수익을 가져다 주는 사람들 중 한 명이었다. 갓프리는 CBS 쇼 세 개를 진행하고 있었는데, 그 중 쇼 두 개에 "리틀 갓프리즈"(Little Godfreys)라고 불리던 가수 그룹을 출연시키고 있었다. 갓프리는 평소, "리틀 갓프리즈"(Little Godfreys)로 하여금 매니저를 갖지 말라고 명령해두고 있었다.  리틀 갓프리즈에는 당시 떠오르던 스타인 줄리우스 라로사라는 가수가 있었다. 1951년 프랭크 스탠턴이 아서 갓프리에게 라로사를 추천한 바 있었다. 한데 라로사는 매니저를 고용했고, 그 매니저가 갓프리와 사소한 불화를 일으켰다. 프랭크 스탠턴은 사서 갓프리에게 그를 해고(release)하라고 조언하였다. 1953년 갓프리는 라로사를 방송 상에서 전격적으로 해고하였다(fired). 라로사는 그 사실을 사전에 통고받지 못했었다. 이 사건은 갓프리에 대한 막대한 비난을 불러일으켰다. 나중에, 프랭크 스탠턴은 갓프리의 일대기 - 〈Arthur Godfrey: The Adventures of an American Broadcaster〉를 쓴 아서 싱어(Arthur Singer)에게 다음과 같이 말한 바 있다. "아마도 (그 추천 건은) 실수였을 거에요."

## 적십자사 총재
프랭크 스탠턴은 적십자 봉사자로서 수 년간 봉사하였다. 그는 공공 정보와 기금 모금 분야에 집중하였다. CBS 사를 나온 후, 1973년 미국 대통령 리처드 닉슨에 의해 그는 미국 적십자사 총재로 임명되었다. 그 자리에 1979년까지 있었다.

## 사망과 유산
프랭크 스탠턴은 2006년 12월 24일 매사추세츠주 보스톤 자택에서 취침 도중에 사망하였다. 향년 98세였다.
로스 앤젤레스에 있는 프랭크 스탠턴 스튜디오에서 미네소타 퍼블릭 라디오의 마켓플레이스(Marketplace)라는 제목의 인기 비즈니스 라디오 프로그램이 제작되고 있다..
하버드 공중위생학 학부(Harvard School of Public Health)는 제이 윈스턴 박사를 센터장으로 하여 프랭크 스탠턴 의료 보도 센터( Frank Stanton Directorship of the Center for Health Communication)를 세웠다.
그의 사망 후 자선단체인 스탠턴 재단이 설립되었다.